# Henri Bedimo
Henri Bedimo Nsame (ur. 4 czerwca 1984 w Duali) – kameruński piłkarz grający na pozycji obrońcy.

## Kariera klubowa
Bedimo urodził się w Kamerunie, ale karierę piłkarską rozpoczął we Francji, w klubie Grenoble Foot 38. W sezonie 2002/2003 występował w jego amatorskich rezerwach w czwartej lidze francuskiej. Następnie w 2003 roku odszedł do Toulouse FC i także tam grywał w rezerwach. W 2004 roku awansował do kadry pierwszego zespołu, a 7 sierpnia 2004 zadebiutował w Ligue 1 w zremisowanym 0:0 domowym spotkaniu z RC Lens. W zespole z Tuluzy grał do lata 2006.
Następnie w 2006 roku Bedimo został zawodnikiem Le Havre AC, grającego w Ligue 2. W nim zadebiutował 28 lipca 2006 w meczu z Amiens SC (1:3). W Le Havre grał przez rok.
W 2007 roku Bedimo przeszedł do innego drugoligowca LB Châteauroux. 27 lipca 2007 rozegrał w nim swoje pierwsze spotkanie, zremisowane 0:0 z Clermont Foot. W Châteauroux grał do końca 2009 roku będąc zawodnikiem wyjściowej jedenastki.
11 stycznia 2010 Bedimo podpisał kontrakt z RC Lens. Następnie występował w Montpellier HSC, Olympique Lyon oraz Olympique Marsylia.

## Kariera reprezentacyjna
W reprezentacji Kamerunu Bedimo zadebiutował 10 października 2009 roku w wygranym 3:0 meczu eliminacji do Mistrzostw Świata 2010 z Togo. W 2009 roku awansował z Kamerunem na ten Mundial, a w 2010 roku został powołany przez selekcjonera Paula Le Guena do kadry na Puchar Narodów Afryki 2010.

## Sukcesy

### Montpellier
- - Ligue 1: 2011/12